# Paycheck (film)
Paycheck är en amerikansk-kanadensisk sci-fi-action från 2003 i regi av John Woo med Ben Affleck i huvudrollen som Michael Jennings. Filmen är baserad på novellen Paycheck av Philip K. Dick och hade Sverigepremiär den 27 februari 2004.

## Handling
Michael Jennings är en begåvad ingenjör som anlitas för topphemliga projekt. Efter varje utfört uppdrag raderas hans minne så att han inte ska kunna avslöja viktig information. Han får ett uppdrag av en gammal vän, men efter uppdraget upptäcker han att han bytt betalningen mot ett kuvert med småsaker, bland annat cigaretter och en bussbiljett. FBI försöker arrestera Jennings men han flyr med hjälp av föremålen i kuvertet. Efterhand kommer Jennings på att han arbetat med en maskin som kan förutse framtiden. Han upptäcker också att han, under sitt uppdrag, sett att maskinen kommer att orsaka en katastrof för mänskligheten. Han återvänder till företaget där han arbetat för att förstöra maskinen.

## Rollista
- Ben Affleck - Michael Jennings
- Aaron Eckhart - James Rethrick
- Uma Thurman - Dr. Rachel Porter
- Paul Giamatti - Shorty
- Colm Feore - John Wolfe
- Joe Morton - Agent Dodge
- Michael C. Hall - Agent Klein
- Christopher Kennedy - Stevens
- Peter Friedman - Attorney General Brown
- Kathryn Morris - Rita Dunne
- Fulvio Cecere - Agent Fuman
- John Cassini - Agent Mitchell